# Hatvany Bertalan
Báró Hatvany Bertalan (eredeti neve Deutsch Bertalan, majd Hatvani Deutsch Bertalan, illetve Hatvany-Deutsch Bertalan) (Hatvan, 1900. május 27. – Párizs, 1980. július 24.) magyar orientalista, író, műfordító, mecénás. Hatvany Lajos unokatestvére.

## Élete
A Pécsi Tudományegyetemen szerzett filozófiai doktorátust Ázsia lelke (1935) című művéért. 1938-ban Párizsba ment, ahol fordításokkal foglalkozott. A Magyar Keleti Társaság titkára volt. A Szép Szó alapító tagja volt. Támogatta József Attilát (József Attila neki ajánlotta Költőnk és kora című versét). A müncheni Látóhatár című lap munkatársa volt.

## Művei
- Ázsia és a nacionalizmus (1931)
- Kínai és indiai zsidók (1933)
- Ázsia lelke (1935)
- Konfuciustól Mehemiásig (1936)
- A kínai kérdés története (társszerző, 1938)

## Műfordításai
- Az út és az ige könyve: a Tao Te king (1957, 1977)

## Külső hivatkozások
- Magyar életrajzi lexikon
- Nyugati magyar irodalmi lexikon és bibliográfia

## Lásd még
- Hatvany-Deutsch család